# Ligne verte du métro de Taichung
La ligne verte TMRT (chinois : 臺中捷運綠線, anglais : Green Line Taichung MRT, code 1), ou Ligne Wuri-Wenxin-Beitun(烏日文心北屯線) est une ligne de métro à Taichung opérée par Taichung Metro. Le 25 avril 2021, la première partie de la ligne est entrée en service, reliant gare de Taichung HSR à Beitun Main Station, grâce à 16,95 km de voies et 18 stations.
Elle commence à la gare principale de Beitun et se dirige vers l'ouest, traversant la ligne Taichung(TRA) à la Songzhu. Ensuite, elle suit Route de Wenxin, traverse les quartiers de Xitun et Nantun et forme un large demi-cercle autour du centre-ville. À la Daqing, la ligne est parallèle à la ligne Taichung jusqu'à son terminus ouest à la HSR Taichung Station à Wuri. La ligne est entièrement surélevée, à l'exception de petites sections aux deux terminus.

## Infrastructure

### Stations

Plan de la Ligne verte

| Code | Nom anglais               | Nom chinois  | District | Notes                                                                             |
| ---- | ------------------------- | ------------ | -------- | --------------------------------------------------------------------------------- |
| 101  | Yuanshan New Village      | 圓山新村     | Beitun   | Correspondance avec la ligne Dapingwu                                             |
| 102  | Jungongliao               | 軍功寮       | Beitun   |                                                                                   |
| 103a | Beitun Main Station       | 北屯總站     | Beitun   |                                                                                   |
| 103  | Jiushe                    | 舊社         | Beitun   |                                                                                   |
| 104  | Songzhu                   | 松竹         | Beitun   | Correspondance avec le TRA: Songzhu                                               |
| 105  | Sihwei Elementary School  | 四維國小     | Beitun   |                                                                                   |
| 106  | Wenxin Chongde            | 文心崇德     | Beitun   | Correspondance prévue avec la ligne Chongde-Fengyuan                              |
| 107  | Wenxin Zhongqing          | 文心中清     | Nord     | Correspondance prévue avec la ligne d'aéroport de Taichung                        |
| 108  | Wenhua Senior High School | 文華高中     | Xitun    |                                                                                   |
| 109  | Wenxin Yinghua            | 文心櫻花     | Xitun    |                                                                                   |
| 110  | Taichung City Hall        | 市政府       | Xitun    | Correspondance avec la ligne bleue                                                |
| 111  | Shui-an Temple            | 水安宮       | Nantun   |                                                                                   |
| 112  | Wenxin Forest Park        | 文心森林公園 | Nantun   |                                                                                   |
| 113  | Nantun                    | 南屯         | Nantun   |                                                                                   |
| 114  | Feng-le Park              | 豐樂公園     | Nantun   |                                                                                   |
| 115  | Daqing                    | 大慶         | Sud      | Correspondance avec le TRA: Daqing et la ligne Dapingwu                           |
| 116  | Jiuzhangli                | 九張犁       | Wuri     |                                                                                   |
| 117  | Jiude                     | 九德         | Wuri     |                                                                                   |
| 118  | Wuri                      | 烏日         | Wuri     | Correspondance avec la TRA: Wuri                                                  |
| 119  | HSR Taichung Station      | 高鐵臺中站   | Wuri     | Correspondance avec le THSR, TRA: Xinwuri et la ligne science et industrie        |
| 120  | Chenggongling             | 成功嶺       | Wuri     |                                                                                   |
| 121  | Xialaoxu                  | 下勞胥       | Wuri     |                                                                                   |
| 122  | Duchuantou                | 渡船頭       | Changhua |                                                                                   |
| 123  | Kulingjiao                | 苦苓腳       | Changhua |                                                                                   |
| 124  | Jinma                     | 金馬         | Changhua | Correspondance prévue avec le ligne Dazhu-Lugang(métro de Changhua) et TRA: Jinma |